# أحمد جعفر الحايكي
أحمد جعفر محمد الحايكي سياسي بحريني.

## النشأة والتعليم
حصل على دبلوما في المحاسبة من المعهد الفني التجاري في القاهرة بمصر في 1980. ثم حصل على دبلوما في برمجة الحاسب الآلي من الجامعة الأمريكية بالقاهرة في 1983. ثم حصل على درجة الماجستير في إدارة الأعمال في الإدارة والسلوك التنظيمي بمرتبة الشرف من جامعة نورث روب بلوس أنجليس في الولايات المتحدة في 1987.

## المسيرة المهنية
عمل في وزارة الصحة اختصاصي علاقات الموظفين والإدارة. كما عمل محاضر في أكاديمية دلمون. له عدة بحوث ودراسات عن الاقتصاد والاجتماع والتنمية. تم تعيينه رئيس وحدة التسجيل في المشروع الوطني للتوظيف من يناير حتى فبراير 2006. ثم ترقى إلى وظيفة المشرف العام للتوظيف في المشروع الوطني للتوظيف من مارس إلى يونيو 2007. شارك في عدد من الفعاليات العربية منها مؤتمر التعليم التقني والتنمية الوطنية في أبوظبي في 1997 ومؤتمر التدريب المهني والتنمية في الأردن في 1997 ومؤتمر التوطين في المملكة العربية السعودية في 1997 والمؤتمر الإقليمي عن دور القطاع الخاص في توفير فرص العمل بالأردن في 1998 والندوة القومية عن برامج النهوض بالتشغيل الذاتي والمشروعات الصغرى في الدول العربية بتونس في 2004 والدورة التدريبية عن تخطيط وإدارة المشاريع الإنتاجية الصغيرة بحسب النوع الاجتماعي في الوطن العربي بتونس في 2004 والندوة شبه القومية للبلدان العربية الآسيوية عن تطوير أنظمة المعلومات عن العمل والتشغيل والتدريب المهني في المركز العربي لإدارة العمل والتشغيل بتونس في 2000 ومؤتمر منظمة الاتحاد الدولي للتدريب والتطوير عن قوة المعرفة في 2000 وإعداد محور الشباب والعمل ضمن مشروع تطوير الاستراتيجية الوطنية للشباب في مملكة البحرين من يناير إلى يونيو 2004 ومؤتمر العمل الوطني في شرم الشيخ بمصر في 2007.
في 1 يوليو 2007 أصدر وزير العمل مجيد العلوي قرارا بتعيين رئيس جديد لقسم التفتيش العمالي بالوزارة وجاء في المادة الأولى من القرار الوزاري رقم 23 لسنة 2007 أنه «يعين أحمد الحايكي رئيسا لقسم التفتيش العمالي بالوزارة».
في 2 سبتمبر 2017 صدر عن رئيس مجلس الوزراء خليفة بن سلمان بن حمد آل خليفة بنقل الحايكي من مدير إدارة التفتيش العمالي إلى مدير إدارة العلاقات العمالية.
في 8 فبراير 2018 صدر عن رئيس مجلس الوزراء خليفة بن سلمان بن حمد آل خليفة قرار رقم (2) لسنة 2018 بنقل الحايكي مدير إدارة العلاقات العمالية ليكون مديرا لإدارة التفتيش والسلامة المهنية بوزارة العمل والتنمية الاجتماعية.
في 13 يونيو 2019 تم تعيين الحايكي عضو في مجلس إدارة الأوقاف الجعفرية لمدة أربع سنوات.
في 19 سبتمبر 2019 صدر عن ملك البحرين مرسوم رقم (69) لسنة 2019 بتعيين الحايكي وكيل مساعد لشؤون العمل في وزارة العمل والتنمية الإجتماعية.
في 8 ديسمبر 2020 صدر عن ملك البحرين حمد بن عيسى بن سلمان آل خليفة مرسوم رقم (83) لسنة 2020 بإعادة تشكيل مجلس إدارة هيئة تنظيم سوق العمل وتعيين الحايكي عضوا.